# Christian Schmidt
Hans Christian Friedrich Schmidt (Obernzenn, Bavarska; 26. kolovoza 1957.) njemački je političar, te od 1. kolovoza 2021. godine Visoki predstavnik za Bosnu i Hercegovinu. Član je Kršćansko-socijalne unije (CSU-a). Schmidt je bio ministar hrane i poljoprivrede od 2014. do 2018. Bio je parlamentarni državni tajnik u njemačkome Saveznome ministarstvu obrane od 2005. do 2013. i parlamentarni državni tajnik u njemačkome Saveznome ministarstvu za gospodarsku suradnju i razvoj do veljače 2014. Bio je član Bundestaga za Fürth od 1990. do 2021. godine. 

## Životopis
Odrastao je u siromašnoj obitelji koja je u ObernzennU držala pekarnicu. Pohađao je Gimnaziju Georga Willhema Stellera u Bad Windsheimu, gdje je 1976. maturirao. Zatim je odslužio obveznu vojnu službu u planinskoj diviziji zapadnonjemačke vojske. Pravni studij započeo je 1977., kao stipendist Zaklade Konrad Adenauer, u Erlangenu i Lausanni. Primljen je u odvjetničku komoru 1985. i bavio se odvjetništvom do preuzimanja dužnosti parlamentarnoga državnoga tajnika u studenome 2005. Iako je protestant, pridružio se Junge Unionu 1973. godine. Godine 1976. registrirao se kao član CSU-a. Od 1984. do 1990. Christian Schmidt bio je gradski vijećnik u svome rodnomu gradu Obernzennu i član okružnoga vijeća za Neustadt an der Aisch-Bad Windsheim.
Politički uspon kreće 1990. godine kad ulazi u njemački parlament, Bundestag. Kao zastupnik CSU-a je od devedesetih bio uključen u oblikovanje njemačke vanjske, sigurnosne i obrambene politike. Od 2005. do 2013. bio je parlamentarni državni tajnik u Ministarstvu obrane, a kasnije je obnašao sličnu dužnost u Ministarstvu državne pomoći. U to je vrijeme snažno branio sudjelovanje njemačke vojske u sklopu međunarodne misije u Afganistanu, ali i proširenje NATO-a, prije svega u Jugoistočnu Europu, lobirajući za članstvo Hrvatske i upozoravajući na širenje utjecaja Rusije.
Od 2014. do 2018. bio je savezni ministar poljoprivrede. Kao ministar poljoprivrede odmah je po stupanju na dužnost 2014. godine ušao u spor s Moskvom. Objavio je trgovinski rat Putinu krajem 2014. nakon zabrane uvoza mlijeka, voća, povrća i mesa iz EU, SAD-a, Kanade, Australije i Japana u Rusiju. To je posebno pogodilo proizvođače mesa koji su godišnje izvozili proizvoda u vrijednosti stotine milijuna eura u Rusiju.